# Christian Akselman
Christian Javier Akselman (Buenos Aires, Argentina, 17 de agosto de 1974) es un exfutbolista argentino, que jugó como mediocampista. Militó en diversos clubes de Argentina, Chile y Ecuador. Debutó profesionalmente en Racing Club de Avellaneda en 1993.

## Clubes
| Club           | País      | Año       |
| -------------- | --------- | --------- |
| Racing Club    | Argentina | 1993-1995 |
| Tigre          | Argentina | 1995-1996 |
| Unión Española | Chile     | 1996      |
| Emelec         | Ecuador   | 1997      |
| Almagro        | Argentina | 1997-1999 |
| El Porvenir    | Argentina | 1999-2000 |
| Berazategui    | Argentina | 2000-2005 |